# Assaïd Gamar Assileck
 (septembre 2023).
Assaïd Gamar Assileck, est né au Tchad, fonctionnaire de l'état depuis les années 80.